# فيلي برغر
فيلي برغر (بالإيطالية: Willi Burger) هو موسيقي إيطالي، ولد في 1934 في ميلانو في إيطاليا.